# Václav Dušek (politik)
Václav Dušek (1. srpna 1841 Ostrov – 14. prosince 1884 Ostrov nebo Hořice) byl rakouský politik české národnosti z Čech, poslanec Českého zemského sněmu.

## Biografie
Působil jako velkostatkář v Ostrově u Třebnouševsi. Roku 1877 se stal členem okresní školní rady.
V 70. letech se zapojil do vysoké politiky. V zemských volbách v roce 1878 byl zvolen na Český zemský sněm, kde zastupoval kurii venkovských obcí, obvod Hořice, Nová Paka. Byl tehdy uváděn jako nezávislý mladočeský kandidát.
Zemřel v prosinci 1884.